# Oxyanthus smithii
Oxyanthus smithii är en måreväxtart som beskrevs av William Philip Hiern. Oxyanthus smithii ingår i släktet Oxyanthus och familjen måreväxter.
Artens utbredningsområde är Kongo-Kinshasa. Inga underarter finns listade i Catalogue of Life.